# Tambak (Omben)
Tambak is een bestuurslaag in het regentschap Sampang van de provincie Oost-Java, Indonesië. Tambak telt 8710 inwoners (volkstelling 2010).